# IX Liceum Ogólnokształcące im. Henryka Sienkiewicza w Katowicach
IX Liceum Ogólnokształcące z Oddziałami Integracyjnymi im. Henryka Sienkiewicza w Katowicach – publiczne liceum ogólnokształcące w Zespole Szkół nr 3 w Katowicach, mieszczące się przy ulicy Bolesława Chrobrego 4 w Katowicach, w dzielnicy Osiedle Tysiąclecia.
Historia szkoły sięga roku 1955 jako Liceum Ogólnokształcące Towarzystwa Przyjaciół Dzieci do 1986 roku miało ono swoją siedzibę na terenie Koszutki. Od 1961 roku patronem szkoły był Jan Kawalec, zaś w latach 1990–1995 szkoła ta nie miała swojego patrona, po czym został nim Henryk Sienkiewicz. Swoją obecną siedzibę IX Liceum Ogólnokształcące ma od 2012 roku. W szkole tej działają się klasy integracyjne, a także dla uczniów z autyzmem i zespołem Aspergera.

## Historia

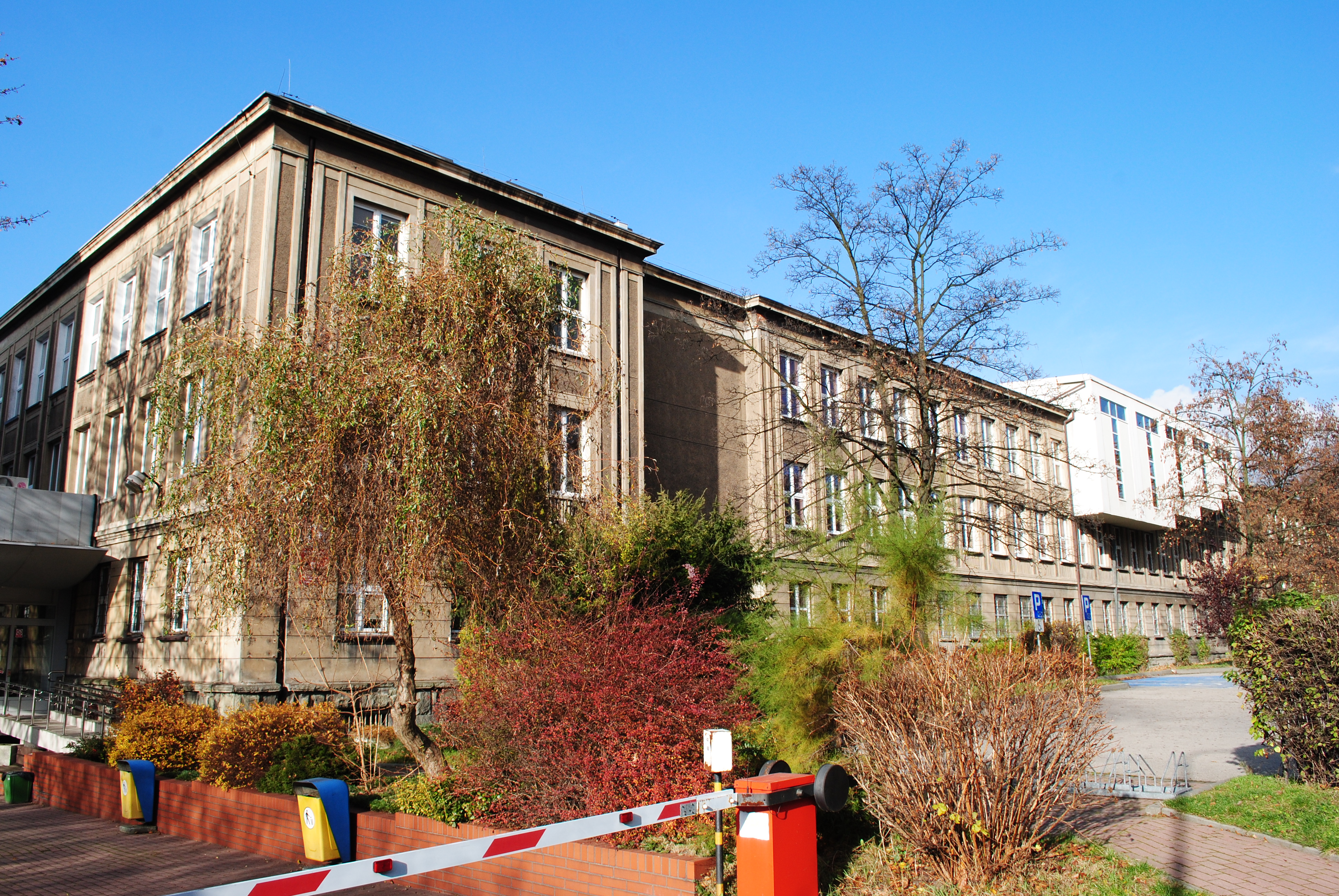
Gmach przy ulicy M. Grażyńskiego 53 – pierwsza siedziba obecnego IX Liceum Ogólnokształcącego; w 2022 roku była to jedna z dwóch siedzib Wydziału Nauk Społecznych Uniwersytetu Śląskiego w Katowicach

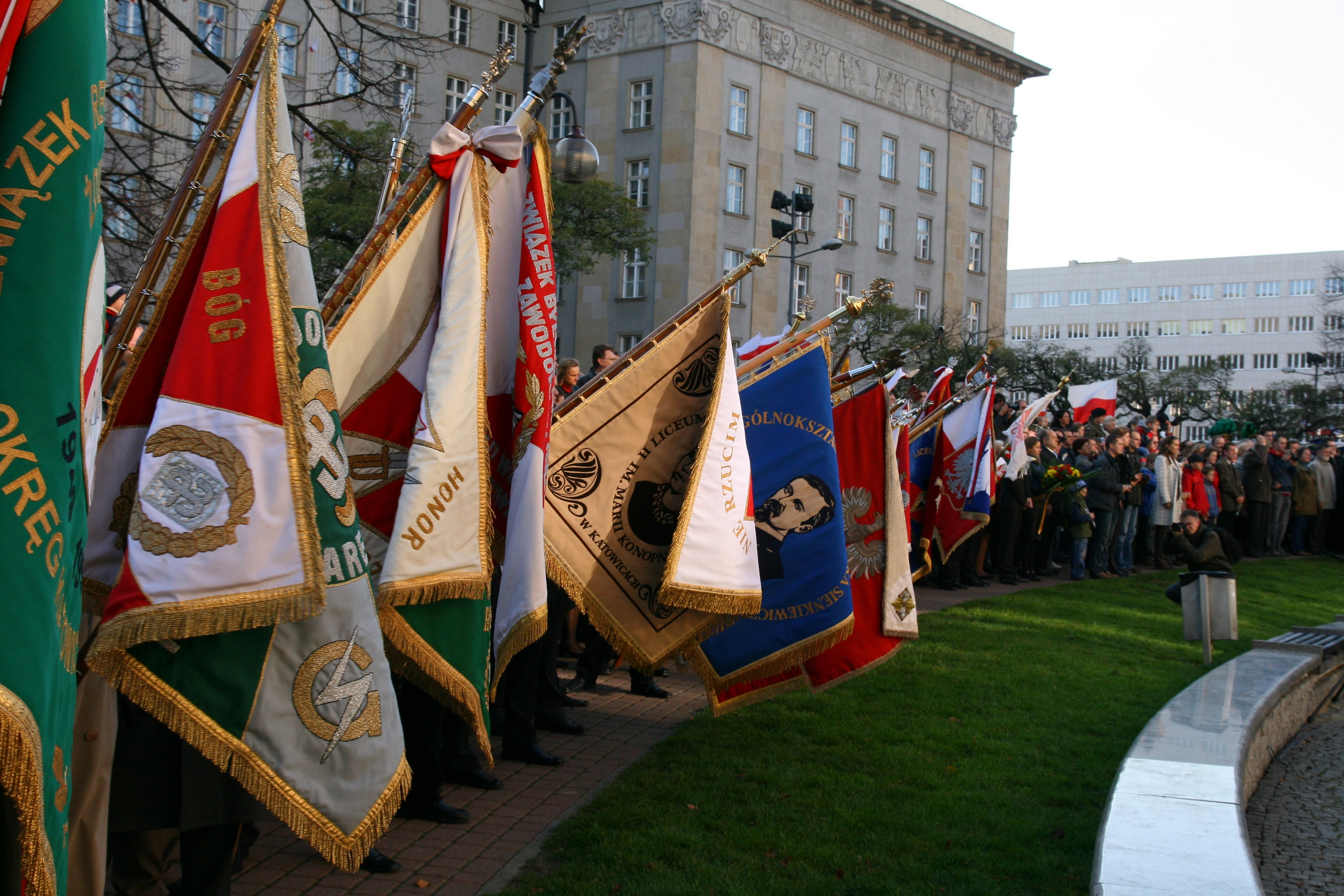
Obchody Święta Niepodległości na placu Bolesława Chrobrego w Katowicach 11 listopada 2008 roku; pośrodku widoczny sztandar IX Liceum Ogólnokształcącego w Katowicach

IX Liceum Ogólnokształcące z Oddziałami Integracyjnymi im. H. Sienkiewicza w Katowicach powstało w 1955 roku jako Liceum Ogólnokształcące Towarzystwa Przyjaciół Dzieci przy IX Szkole Podstawowej na osiedlu J. Marchlewskiego w ówczesnym Stalinogrodzie. Jej pierwszym dyrektorem został Kazimierz Żychnal.  W roku szkolnym 1956/1957 szkoła otrzymała nazwę „Szkoła Podstawowa i Liceum Ogólnokształcące nr 5 w Katowicach”, a swoją siedzibę miała w gmachu przy ówczesnej ulicy J. Tyszki 53 (późniejsza ulica M. Grażyńskiego). W 1959 roku Ministerstwo Oświaty wydało zarządzenie w sprawie współdziałania szkół i innych placówek oświatowo-wychowawczych ze Związkiem Harcerstwa Polskiego. Pierwszą szkoła na terenie Katowic gdzie założono szczep ZHP była Szkoła Podstawowa i Liceum Ogólnokształcące nr 5, a w pracy harcerskiej duży wkład miał ówczesny dyrektor szkoły – harcmistrz Tadeusz Pikiewicz.
W 1961 szkoła zmieniła siedzibę – została przeniesiona do tzw. pawilonówki przy ulicy J. Tyszki 17, niedaleko Hali Widowiskowo-Sportowej „Spodek”. Rok później patronem szkoły został Jan Kawalec. W styczniu 1967 roku liceum zmieniło numerację na „IX”.
W liceum działał V Szczep Harcerski, któremu 31 maja 1961 roku uroczyście nadano imię Powstańców Śląskich, a od 1979 roku funkcjonowało tutaj szkolne koło PTTK.
Od roku 1978 do początku lat dziewięćdziesiątych XX wieku w szkole realizowano eksperyment dydaktyczny. Polegał on na prowadzeniu trzech najstarszych klas (6-8) szkoły podstawowej w liceum. Kandydaci pisali egzamin wstępny z języka polskiego, matematyki i rozwiązywali test psychologiczny. W każdym roczniku organizowana była jedna taka klasa. Była to klasa profilowana matematyczno-fizyczna. Eksperymentalne nauczanie zainicjował Teodor Paliczka, który został mianowany dyrektorem IX Liceum Ogólnokształcącego im. J. Kawalca w Katowicach w 1976 roku. W szkole tej pracował do czasu powołania go na Wiceprezydenta Miasta Katowice pod koniec kwietnia 1981 roku.
We wrześniu 1986 roku szkoła przeniosła swoją siedzibę do budynku na osiedlu Tysiąclecia (Dolnym) przy alei Bolesława Krzywoustego 9, który do tej pory zajmowała Szkoła Podstawowa nr 63 w Katowicach. Sama zaś szkoła podstawowa przeprowadziła się do budynku przy ulicy Bolesława Chrobrego 4. W roku szkolnym 1986/1987 utworzono w liceum klasę eksperymentalną, w której naukę rozpoczęła 30-osobowa, uzdolniona matematycznie grupa uczniów klasy VI. W klasie tej realizowano rozszerzony program nauczania matematyki i fizyki.
W latach 1990–1995 szkoła nie miała swojego patrona, zaś w dniu 4 września 1995 roku na mocy uchwały Rady Miejskiej Katowic nadano szkole imię Henryka Sienkiewicza. W marcu 1995 roku nastąpiło uroczyste otwarcie czytelni. 2 kwietnia 1996 roku gościem IX Liceum Ogólnokształcącego był wnuk patrona szkoły, Juliusz Sienkiewicz. Odwiedził on ponownie szkołę rok później. 12 lutego 2004 roku w budynku IX Liceum Ogólnokształcącego odbyło się uroczyste otwarcie nowej pracowni komputerowej, w której udział brali m.in. prezydent Katowic Piotr Uszok i wiceprezydent Katowic Józef Kocurek.
W dniu 1 września 2012 roku IX Liceum Ogólnokształcące połączyło się z Gimnazjum nr 8, tworząc Zespół Szkół Ogólnokształcących Nr 3, a wraz z tym przeniesiono siedzibę liceum do dotychczasowego budynku Gimnazjum nr 8 przy ulicy Bolesława Chrobrego 4. Na mocy uchwały Rady Miasta Katowice z dnia 30 maja 2019 roku zespół ten przekształcono w Zespół Szkół nr 3 w Katowicach.

## Dyrektorzy
- Kazimierz Żychnal (1955–1958)[14],
- Tadeusz Poniewierski (1958–1959)[14],
- Tadeusz Pikiewicz (1959–1974)[14],
- Wenancjusz Kańtoch (1974–1976)[15],
- Teodor Paliczka (1976–1981)[7],
- Stanisław Cynk (1981–1982)[15],
- Antonina Stankiewicz-Stefaniak (1982)[15],
- Danuta Gnatowska (1982–1985)[15],
- Kazimiera Zielińska (1985–1989)[15],
- Maria Łazowska (1989–1997)[15],
- Barbara Szeja (1997–2002)[15],
- Małgorzata Cibis (2002–?)[15].

## Charakterystyka

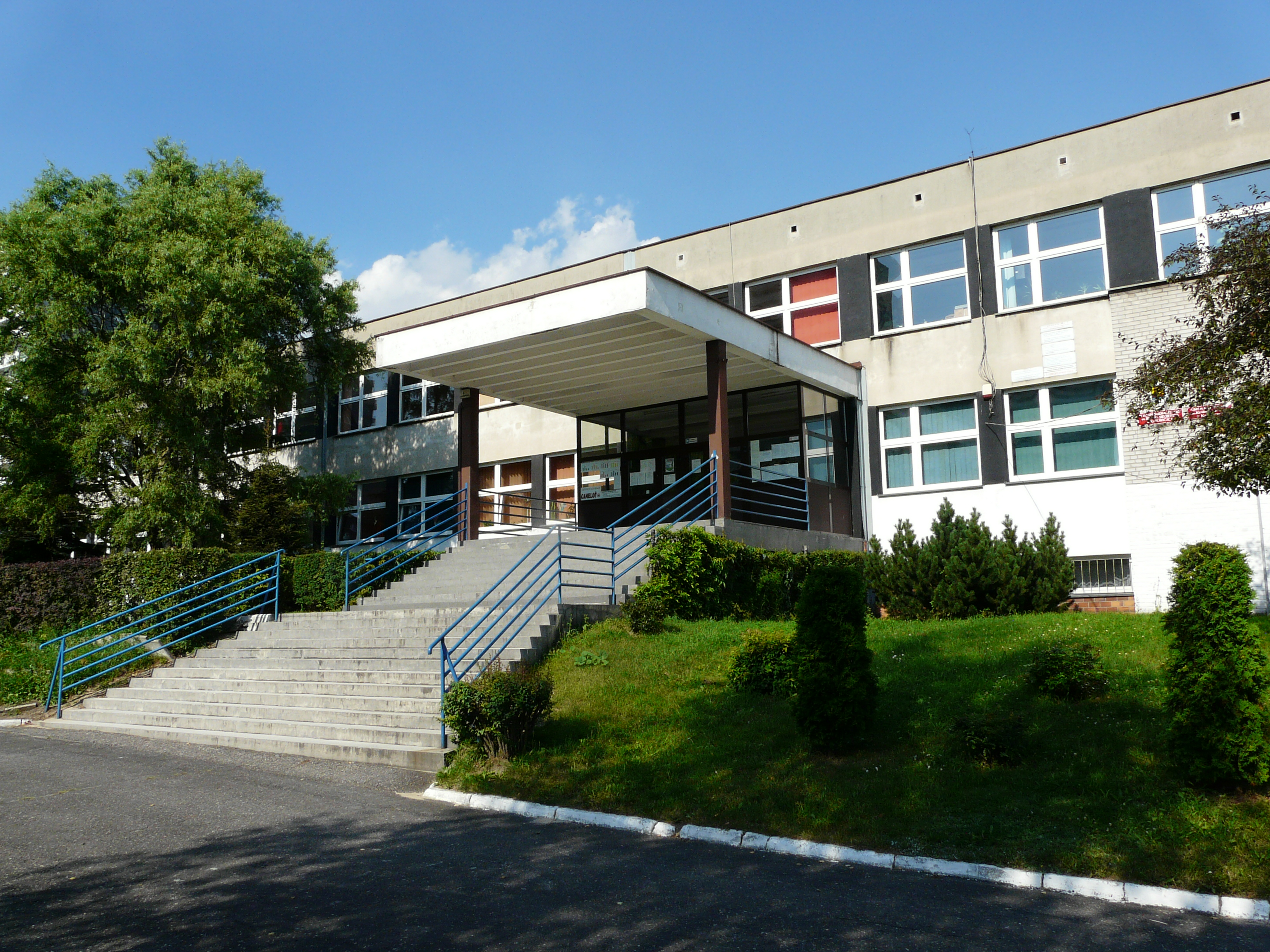
Gmach IX LO od frontu (2013)

IX Liceum Ogólnokształcące z Oddziałami Integracyjnymi im. Henryka Sienkiewicza w Katowicach znajduje się przy ulicy Bolesława Chrobrego 4 w Katowicach, na terenie dzielnicy Osiedle Tysiąclecia. Jest to publiczna szkoła, która jest częścią Zespołu Szkół nr 3 w Katowicach, w skład którego wchodzi także Szkoła Podstawowa nr 60 im. Marii Grzegorzewskiej Specjalna w Katowicach. Patronem IX Liceum Ogólnokształcącego od 1995 roku jest Henryk Sienkiewicz. Detektorem szkoły w 2022  roku była Katarzyna Wiecierzyńska, zaś wicedyrektorami Agnieszka Krząkała i Małgorzata Szewczyk.
IX Liceum Ogólnokształcące tradycyjnie rozwija kulturę humanistyczną uczniów, a wielu jej absolwentów było nagradzanych w konkursach poetyckich. Uczniowie liceum uczestniczą także w działalności Stowarzyszenia Wolontariatu Młodych oraz w pracach Prezydium Parlamentu Dzieci i Młodzieży. Jest także pierwszą placówką w Katowicach tego typu, w której utworzono klasy integracyjne.
We wrześniu 2019 roku w IX Liceum Ogólnokształcącym działały dwie ogólnodostępne pierwsze klasy: przyrodnicza z rozszerzonym nauczaniem języka angielskiego, biologii i geografii oraz humanistyczna z rozszerzonym językiem polskim, historią i wiedzą o społeczeństwie. W tym samym okresie zostały otwarte klasy uczniów z autyzmem i zespołem Aspergera w normie intelektualnej. W roku szkolnym 2021/2022 działały trzy klasy pierwsze: integracyjna przyrodniczo-językowa z rozszerzeniem nauczania języka angielskiego, geografii i biologii i dwie dla uczniów z autyzmem i zespołem Aspergera: przyrodniczo-językowa i humanistyczno-społeczna. Realizowane są dla uczniów zajęcia rewalidacyjne.
W budynku liceum znajduje się biblioteka z dostępem do Internetu, dwie pracownie komputerowe, dwie sale gimnastyczne i siłownia, a także pracownia multimedialna. Działa tutaj także bufet. Gmach jest monitorowany i w pełni dostosowany dla osób niepełnosprawnych. Otoczony jest on kompleksem boisk piłkarskich i terenów zielonych, a także parkingiem.

## Znani pracownicy
- Kornelia Dobkiewiczowa – pisarka, autorka utworów dla młodzieży i folklorystka; od 1959 roku pracowała jako bibliotekarka późniejszego IX Liceum Ogólnokształcącego im. J. Kawalca[21],
- Teodor Paliczka – pedagog, nauczyciel matematyki i działacz samorządowy; dyrektor IX Liceum Ogólnokształcącego im. J. Kawalca w latach 1976–1981[7].

## Znani absolwenci
- Wojciech Chełmicki – hydrolog, nauczyciel akademicki, profesor zwyczajny[22]
- Grażyna Dyląg – aktorka, reżyserka, pedagog[23]
- Michał Ogórek – dziennikarz, felietonista, prezenter telewizyjny, satyryk i krytyk filmowy[24]
- Mirosław Rzepa – gitarzysta bluesowy[25]
- Adam Słomka – polityk, działacz opozycji demokratycznej w PRL-u, w latach 1991–2001 poseł na Sejm I, II i III kadencji[26]
- Tomasz Sobczak – piłkarz[27]
- Maciej Szczawiński – poeta, dziennikarz, krytyk literacki[28][29]
- Jerzy Ziętek – polityk, lekarz i samorządowiec, poseł na Sejm VI i VII kadencji[30]